# Bierkowice (Kłodzko)
Bierkowice (deutsch Birgwitz) ist ein Ort in der Landgemeinde Kłodzko im Powiat Kłodzki der Wojewodschaft Niederschlesien in Polen. Es liegt sechs Kilometer nordwestlich von Kłodzko (Glatz).

## Geographie
Bierkowice liegt im Tal der Steine. Westlich erhebt sich der 401 m hohe Berg Orła (Georgshöhe). Nachbarorte sind Łączna (Wiese) und Młynów (Mühldorf) im Nordosten, Ścinawica (Steinwitz) im Westen, Gołogłowy (Hollenau) im Südwesten, Korytów (Koritau) im Süden, Piszkowice (Pischkowitz) im Südwesten, sowie Gorzuchów (Möhlten) und Święcko (Schwenz) im Nordosten.

## Geschichte

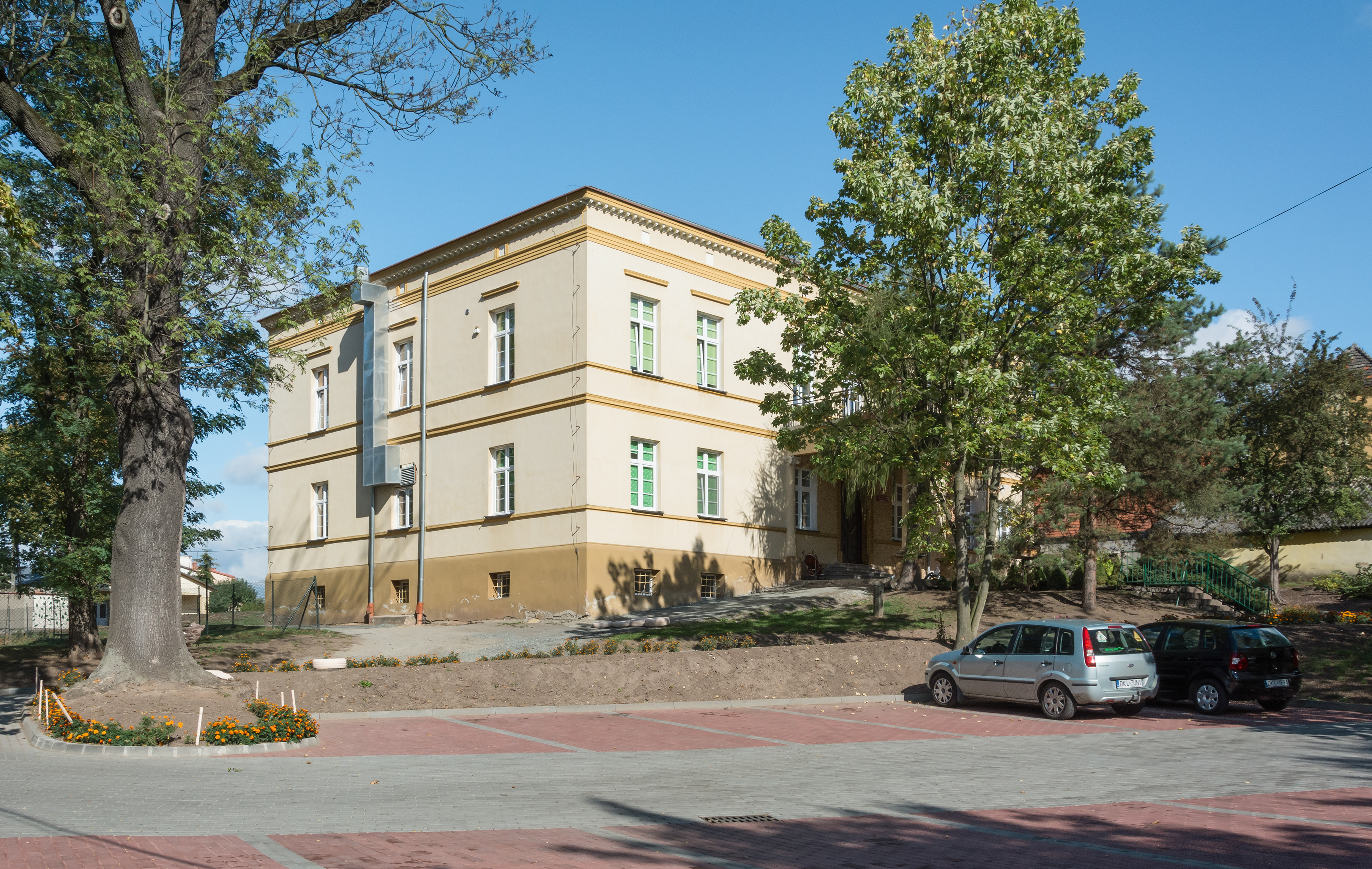
Herrenhaus

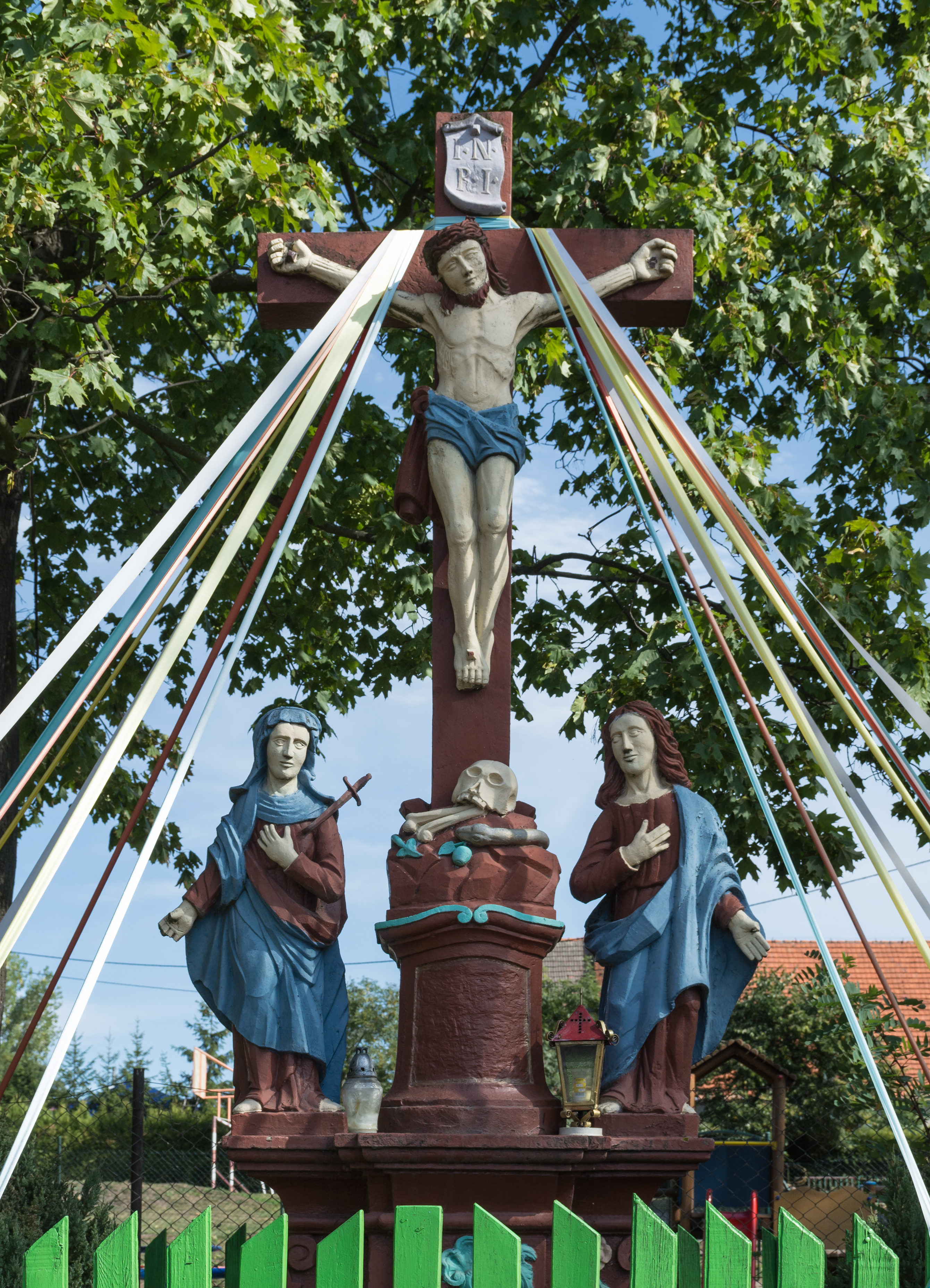
Kreuzigungsgruppe

Birgwitz wurde erstmals 1351 als „Birkowicz“ erwähnt. Es war nach Pischkowitz eingepfarrt und gehörte zum Glatzer Land, mit dem es die Geschichte seiner politischen und kirchlichen Zugehörigkeit von Anfang an teilte.
Der älteste bekannte Rittergutsbesitzer war um 1360 Hans von Maltitz, der mit Agnes von Czechau auf Mittelsteine verheiratet war. Anfang des 15. Jahrhunderts eignete es dessen Tochter, die mit Johann von Haugwitz verheiratet war. Durch Kauf oder Erbschaft kam es an Hans von Haugwitz auf Pischkowitz, dem das Gut 1499 vom böhmischen königlichen Amt bestätigt wurde. Bis 1538 blieb es mit der Herrschaft Pischkowitz vereint. In diesem Jahr wurden die Besitzungen des Hans von Haugwitz auf seine drei hinterlassenen Söhne verteilt. Birgwitz sowie das Vorwerk in Niederpischkowitz erhielt der älteste Sohn Georg. Er war mit Magdalena von Reichenbach auf Peterwitz verheiratet und um 1554 Mannrechtsbeisitzer in Glatz. Nach seinem Tod 1560 besaßen die Söhne Georg, Hans und Heinrich die ererbten Güter Birgwitz und Niederpischkowitz zunächst gemeinsam. Da Georg 1566 starb, erhielt Heinrich Niederpischkowitz und Hans das Vorwerk sowie das Dorf Birgwitz. Der letztere war mit Barbara von Stillfried auf Mittelsteine verheiratet. Nach dessen Tod 1597 erbte der zweitgeborene Sohn Georg das Birgwitzer Gut. Über seine Ehe mit Rosina von Wiese besaß er 1615 auch das Vorwerk und einen Teil des Dorfes Wiese. 1623 verkaufte er das Gut Birgwitz mit allen Rechten an den Glatzer Amtssekretär Johann Grosser von Pilwesche und nahm seinen Sitz auf dem Vorwerk in Wiese. Grossers Kinder verkauften 1645 das durch den Dreißigjährigen Krieg heruntergekommene Gut Birgwitz ihrer Schwester Dorothea, die in zweiter Ehe mit dem Steuereinnehmer Carl von Klinkovsky auf Niederullersdorf verheiratet war. Ein Jahr später brannten die Schweden im Dreißigjährigen Krieg das Birgwitzer Vorwerk ab. 1662 vererbte Dorothea von Klinkovsky das ruinierte Gut Birgwitz ihrem Stiefsohn Johann Carl von Klinkovsky, der über seinen Vater auch das Gut Niederullersdorf ererbt hatte. Nach dessen Tod 1697 wurden seine überschuldeten Güter zwangsversteigert. Am 5. Mai 1700 ersteigerte Birgwitz der Rückerser Erbherr Johann Isaias von Hartig, der es seiner Herrschaft Koritau eingliederte.
Nach dem Ersten Schlesischen Krieg 1742 und endgültig mit dem Hubertusburger Frieden 1763 kam Birgwitz zusammen mit der Grafschaft Glatz an Preußen. Nach der Neugliederung Preußens gehörte es seit 1815 zur Provinz Schlesien und war ab 1816 dem Landkreis Glatz eingegliedert, mit dem es bis 1945 verbunden blieb. Für das Jahr 1939 sind 381 Einwohner belegt.
Als Folge des Zweiten Weltkriegs fiel Birgwitz 1945 wie ganz Schlesien an Polen und wurde in Bierkowice umbenannt. Die deutsche Bevölkerung wurde, soweit sie nicht vorher geflohen war, 1946 vertrieben. Die neu angesiedelten Bewohner waren teilweise Zwangsumgesiedelte aus Ostpolen, das an die Sowjetunion gefallen war. 1975–1998 gehörte Bierkowice zur Woiwodschaft Wałbrzych (Waldenburg).

## Sehenswürdigkeiten
- Herrenhaus mit säulengetragener Empore aus dem 18. Jahrhundert.

## Verkehr
Bierkowice liegt an der Bahnstrecke Kłodzko–Wałbrzych.